# هودای-این

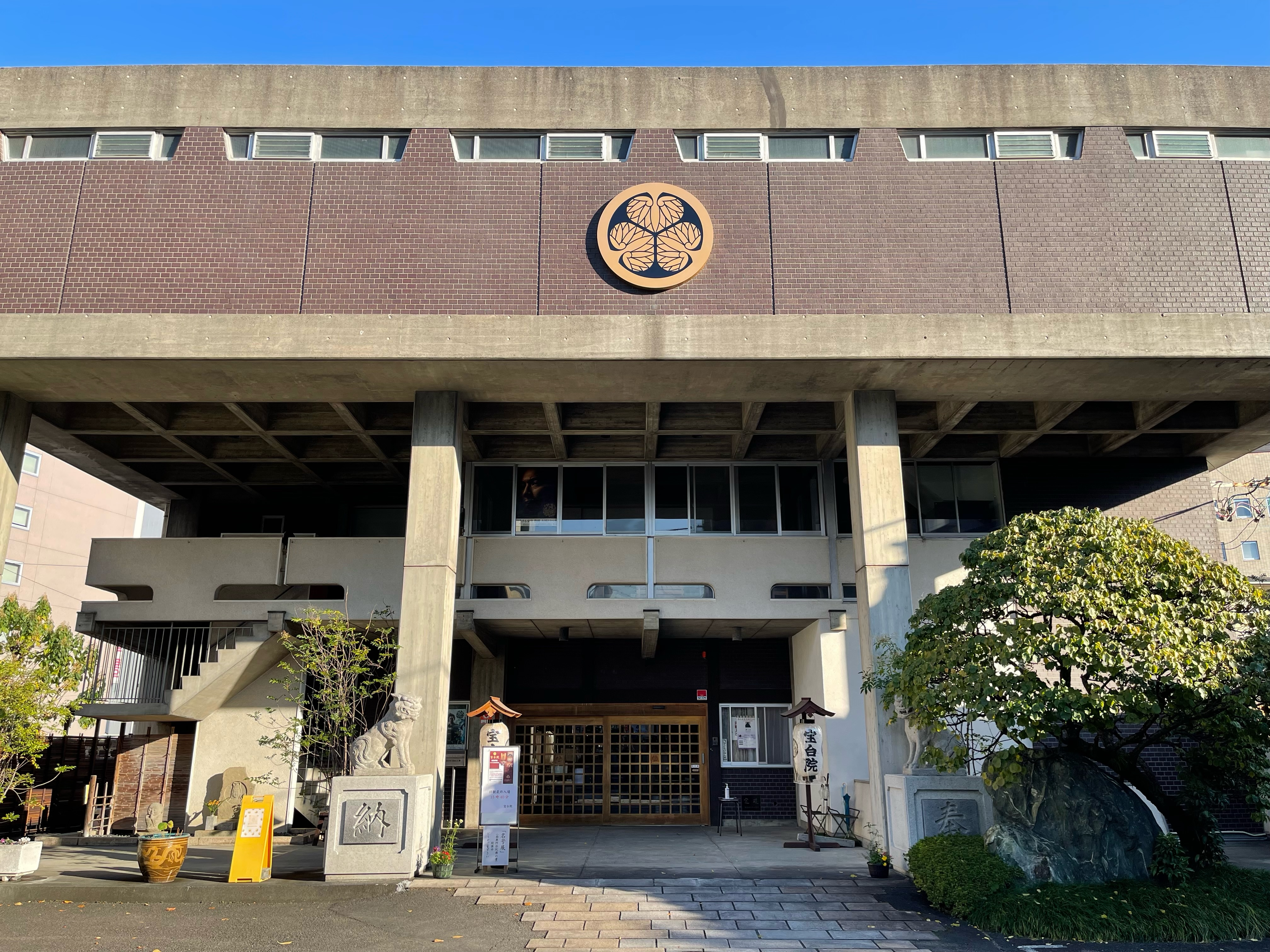

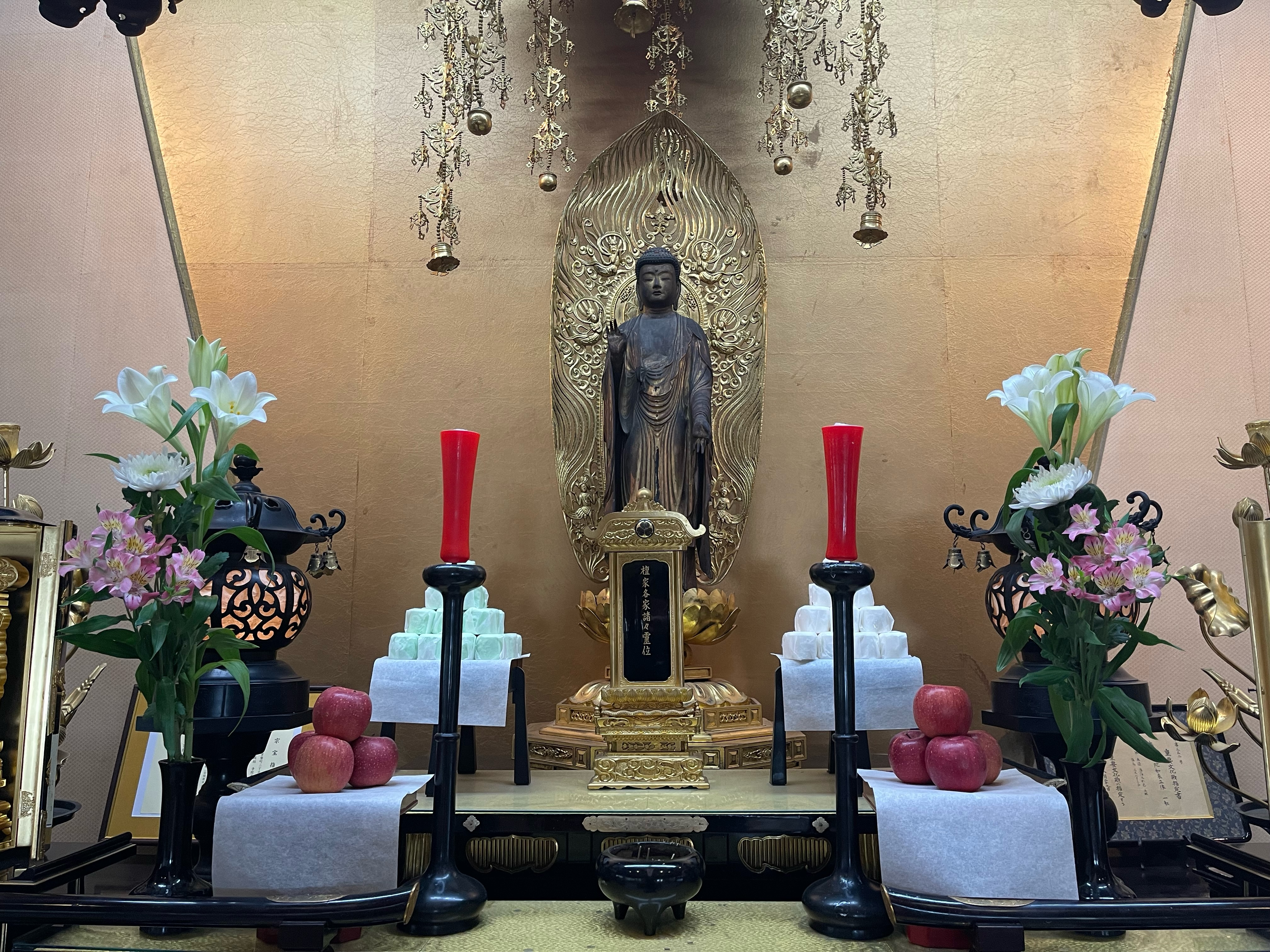

معبد هودای-این (به ژاپنی: 宝台院 ほうだいいん)، معبدی متعلق به فرقه جودو است که در شهر شیزوئوکا، استان شیزوئوکا واقع شده است. این معبد خانوادگی خاندان توکوگاوا در سونپو است. این معبدی است که با تصویب امپراتوری امپراتور گومیزونو، اجازه پوشیدن ردای بنفش به آن اعطا شد.
در سال ۱۸۶۸ (کیو ۴)، پس از تسلیم قلعه ادو، توکوگاوا یوشینوبو از میتو کودوکان به این معبد نقل مکان کرد و در حصر خانگی قرار گرفت.
سپتامبر ۱۸۶۹ (میجی ۲): توکوگاوا یوشینوبو از حصر خانگی آزاد شد و از هودای-این به محل اقامت قاضی سابق در کونیا-چو (که اکنون فوگتسو-رو نام دارد ja:浮月楼) نقل مکان کرد.